# Daniel Ambash
Daniel Ambash (1955 – 10. června 2022) byl chasidský Žid, který vzešel ze skupiny braclavských chasidů.
Byl odsouzen za praktikování a podporování polygamie a dalších trestných činů sexuální povahy, což se mělo odehrávat v jím vedené náboženské skupině (známé jako jeruzalémská sekta), vzešlé právě z chasidské spirituality. Sám byl veřejně polygamní, měl nejméně čtyři manželky.